# العلاقات الألبانية الفانواتية
العلاقات الألبانية الفانواتية هي العلاقات الثنائية التي تجمع بين ألبانيا وفانواتو.

## مقارنة بين البلدين
هذه مقارنة عامة ومرجعية للدولتين:
| وجه المقارنة                                              | ألبانيا                                                    | فانواتو                                  |
| --------------------------------------------------------- | ---------------------------------------------------------- | ---------------------------------------- |
| المساحة (كم2)                                             | 28.75 ألف                                                  | 12.19 ألف                                |
| عدد السكان (نسمة)                                         | 3.02 مليون                                                 | 276.24 ألف                               |
| الكثافة السكانية (ن./كم²)                                 | 105.04                                                     | 22.66                                    |
| العاصمة                                                   | تيرانا                                                     | بورت فيلا                                |
| اللغة الرسمية                                             | اللغة الألبانية                                            | اللغة البسلاما، لغة فرنسية، لغة إنجليزية |
| العملة                                                    | ليك ألباني                                                 | فاتو فانواتي                             |
| الناتج المحلي الإجمالي (بليون دولار)                      | 13.04 مليار                                                | 862.88 مليون                             |
| الناتج المحلي الإجمالي (تعادل القوة الشرائية) بليون دولار | 33.17 مليار                                                | 790.76 مليون                             |
| الناتج المحلي الإجمالي الاسمي للفرد دولار أمريكي          | 3.94 ألف                                                   | 2.81 ألف                                 |
| الناتج المحلي الإجمالي للفرد دولار أمريكي                 | 11.11 ألف                                                  | 3.03 ألف                                 |
| مؤشر التنمية البشرية                                      | 0.764                                                      | 0.594                                    |
| رمز المكالمات الدولي                                      | +355                                                       | +678                                     |
| رمز الإنترنت                                              | .al                                                        | .vu                                      |
| المنطقة الزمنية                                           | توقيت وسط أوروبا، ت ع م+01:00، ت ع م+02:00، أوروبا/تيرانا ‏ | ت ع م+11:00                              |

## منظمات دولية مشتركة
يشترك البلدان في عضوية مجموعة من المنظمات الدولية، منها:
| علم المنظمة | اسم المنظمة                        | تاريخ انضمام ألبانيا | تاريخ انضمام فانواتو |
| ----------- | ---------------------------------- | -------------------- | -------------------- |
|             | الاتحاد البريدي العالمي            | ?                    | ?                    |
|             | مؤسسة التنمية الدولية              | 15 أكتوبر 1991       | 28 سبتمبر 1981       |
|             | منظمة حظر الأسلحة الكيميائية       | ?                    | ?                    |
|             | منظمة التجارة العالمية             | ?                    | ?                    |
|             | الأمم المتحدة                      | 14 ديسمبر 1955       | 15 سبتمبر 1981       |
|             | وكالة ضمان الاستثمار متعدد الأطراف | 15 أكتوبر 1991       | 27 يوليو 1988        |
|             | مؤسسة التمويل الدولية              | 15 أكتوبر 1991       | 28 سبتمبر 1981       |
|             | البنك الدولي للإنشاء والتعمير      | 15 أكتوبر 1991       | 28 سبتمبر 1981       |
|             | الاتحاد الدولي للاتصالات           | 2 يونيو 1922         | 30 مارس 1988         |
|             | يونسكو                             | 16 أكتوبر 1958       | 10 فبراير 1994       |

## وصلات خارجية
- موقع وزارة الخارجية الألبانية